# 澤德雷尼鄉
46°08′N 21°13′E / 46.133°N 21.217°E
澤德雷尼鄉（羅馬尼亞語：Comuna Zădăreni, Arad），是羅馬尼亞的鄉份，位於該國西部，由阿拉德縣負責管轄，面積21平方公里，海拔高度111米，2011年人口2,495，人口密度每平方公里108人。